# 清光寺 (東京都北区)
清光寺（せいこうじ）は、東京都北区にある真言宗豊山派の寺院。

## 概要
平安時代末期から鎌倉時代初期、武蔵国豊島郡の豪族で鎌倉幕府御家人だった豊島清光の開基である。清光の館が付近にあったといわれている。
当寺には、江戸時代に作られた豊島清光の木像がある。この木像は北区の有形文化財に指定されている。

## 交通アクセス
- 王子神谷駅より徒歩9分。